# Rubídium-permanganát
A rubídium-permanganát a permangánsav rubídiumsója képlete RbMnO4. A permangánsavat izolált állapotban nem állították elő. A rubídium-permanganátban a mangán oxidációs száma +7.

## Előállítása
Kálium-permanganát és rubídium-klorid reakciójával lehet előállítani:
{\displaystyle \mathrm {RbCl+KMnO_{4}\longrightarrow KCl+RbMnO_{4}} }

## Tulajdonságai
Vízben rosszul oldódik, oldhatósága nő a hőmérséklet növekedésével: 7 °C-on  1 liter vízben 6,03 g oldódik, 19 °C-on 10,6 g oldódik és 60 °C-on 46,8 g oldódik. Kristályai ortorombosak tércsoport: Pnma. Rács paraméterei:a = 765 pm, b = 955 pm és c = 574 pm, elemi cellája négy atomot tartalmaz. Kristályai izomorfak a cézium-permanganát és az ammónium-permanganát kristályaival.
A kálium-permanganáttal analóg módon bomlik: előbb rubídium-manganát(VI)-ra, mangán-dioxidra, rubídium-oxidra és oxigénre bomlik, majd a rubídium-manganát(VI) bomlik tovább bomlik mangán-dioxidra, rubídium-oxidra és oxigénre. A bomlás  200 °C és 300 °C között megy végbe, a bomlásban a rubídium-permanganát tömegének 8% alakul át oxigénné:
{\displaystyle \mathrm {10\ RbMnO_{4}\longrightarrow } } {\displaystyle \mathrm {\ 3\ Rb_{2}MnO_{4}+\ 7\ MnO_{2}+2\ Rb_{2}O+6\ O_{2}} }
{\displaystyle \mathrm {2\ Rb_{2}MnO_{4}\longrightarrow \ 2\ MnO_{2}+2\ Rb_{2}O+O_{2}} }

## Felhasználása
Kvalitatív elemzésben perklorátionok kimutatására használják. A köztitermékként keletkező rubídium-nitrát és kálium-permanganát a perklorátionokkal RbClO4·RbMnO4  vegyes kristályokat alkotnak.

## Fordítás
Ez a szócikk részben vagy egészben  a   Rubidiumpermanganat című német Wikipédia-szócikk fordításán alapul.  Az eredeti cikk szerkesztőit annak laptörténete sorolja fel. Ez a jelzés csupán a megfogalmazás eredetét és a szerzői jogokat jelzi, nem szolgál a cikkben szereplő információk forrásmegjelöléseként.